# Anchoradiscus anchoradiscus
Anchoradiscus anchoradiscus är en plattmaskart. Anchoradiscus anchoradiscus ingår i släktet Anchoradiscus och familjen Dactylogyridae. Inga underarter finns listade i Catalogue of Life.